# KT Bush Band
KT Bush Band — британская рок-группа, в которой начинала свою музыкальную карьеру известная исполнительница Кейт Буш. Группу организовал из своих знакомых Падди (Патрик) Буш, старший брат Кейт, полагавший, что ей будет полезен опыт настоящих концертных выступлений. Помимо него и самой Кейт в первый состав входили бас-гитарист Дел Палмер, гитарист Брайан Бат и ударник Вик Смит, которого позднее сменил Чарли Морган.
Основным местом выступлений KT Bush Band был паб The Rose of Lee в лондонском районе Льюисхэм, где у них уже примерно через месяц появилось довольно много поклонников. Музыканты также периодически выступали в других пабах, исполняя не только песни Кейт Буш (в частности, «James and the Cold Gun»), но и чужие хиты, такие как «Honky Tonk Woman» из репертуара The Rolling Stones и «I Heard It Through the Grapevine», которую до этого исполняли Глэдис Найт, Марвин Гэй и Creedence Clearwater Revival.
В 1979 году KT Bush Band выступали в качестве аккомпанирующего состава во время европейского гастрольного турне Кейт Буш The Tour of Life. Впоследствии группа распалась, поскольку певица отказалась от гастролей, однако все музыканты последнего состава неоднократно принимали участие в её записях.